# Fareinigte Partizaner Organizacje
Forenede Partisaners Organisation, (jiddisch: פאראײניקטע פארטיזאנער ארגאניזאציע, Fareinigte Partizaner Organizacje) kaldet FPO efter de jiddische forbogstaver) var en jødisk modstandsbevægelse, oprettet i Vilniusghettoen, som organiserede væbnet modstand mod nazisterne under 2. verdenskrig. Partisanorganisationen blev oprettet af kommunistiske antizionistiske partisaner. Deres ledere var Yitzhak Witenberg, Abba Kovner og Josef Glazman.
FPO stiftedes 21. januar 1942 og tog mottoet: ”Vi vil ikke tillade dem at føre os til slagteren som kreaturer”. FPO var den første jødiske modstandsbevægelse, som oprettedes i ghettoer i det nazi-besatte Europa under anden verdenskrig. I modsætning til andre ghettoer, hvor modstandsbevægelsen i nogen udstrækning var koordineret med funktionærer i det lokale jødiske samfund, samarbejdede Jacob Gens, der var udpeget som leder af det jødiske ghettopoliti, i Vilniusghettoen med de nazistiske besættelsestropper i forsøget på at stoppe FPO's modstandskamp. FPO forenede socialistiske zionistiske, højrefløjskonservative, kommunistiske og bundistiske aktivister.
FPO's mål var at etablere selvforsvar i ghettoen, at sabotere tysk industriel og militær aktivitet og forene partisanerne med Den røde hærs kamp mod nazisterne.
I det tidlige 1943 pågreb tyskerne et FPO-medlem i skoven, og ghettoens Judenrat gav efter for det tyske pres og udleverede Yitzhak Witenberg til Gestapo. FPO befriede Witenberg i væbnet kamp, og oprettede en lille milits. Judenrat tolererede ikke dette, fordi nazisterne konstant truede dem med enten at blive likvideret eller forhindre modstandskampen. Judenrat vidste, at jøder smuglede våben ind i ghettoen, og da en jøde blev arresteret for at have købt en revolver, angreb Judenrat åbent FPO og påstod, at de var selvoptagne fjender, som provokerede nazisterne. Jacob Gens påstod, at FPO ofrede de gode forhold i ghettoen. Da FPO ikke ville bruge våben mod andre jøder, kunne ghettoledelsen afvæbne og arrestere partisanerne.
Da nazisterne kom for endeligt at likvidere Vilniusghettoen i 1943, tog Jacob Gens igen initiativ til at udpege medlemmerne af FPO og fyldte deportationskvoten op med jøder, der ønskede at kæmpe. De resterende FPO-medlemmer flygtede ud i skovene, hvor de fleste nåede de sovjetiske partisanenheder. FPO-medlemmer deltog i Den røde hærs befrielse af Vilnius i juli 1944.

## Ekstern henvisning
- United Partisan Organization, Vilna (PDF; 32 KB) Arkiveret 16. maj 2011 hos  Wayback Machine